# Krknjaš Veliki in Krknjaš Mali
Krknjaš Veliki in Krknjaš Mali sta dva majhna nenaseljena otoka v Jadranskem morju, ki pripadata Hrvaški in sta del trogirskih otokov.
Otoka se nahajata v srednji Dalmaciiji v bližini otoka Drvenik Veli. Upravno sta del občine Trogir v Splitsko-dalmatinski županiji. V njuni bližini sta še otoka Orud in Stipanska.